# Волочай Віталій Миколайович
Віталій Миколайович Волочай (нар. 8 серпня 1986, Нововолинськ, Україна), також відомий як v1lat (укр. Вілат) — український кіберспортивний та спортивний коментатор.

## Життєпис
Віталій Волочай виріс у Нововолинську. З дитинства любив баскетбол, потім захоплювався футболом, вболівав за луцьку «Волинь» та англійський «Ліверпуль». Завдяки цьому захопленню почав грати у комп'ютерну гру FIFA і брав участь у відбіркових змаганнях на World Cyber Games. Вперше спробував себе в ролі коментатора 2006 року на турнірі в Харкові, вирішивши розважити публіку під час одного з турнірів.
Вступивши до Київського політехнічного інституту, Віталій почав організовувати невеликі турніри в локальній комп'ютерній мережі. Також він познайомився з іншою популярною грою — DotA, і спробував себе у ролі коментатора матчів. Його помітили в спільноті та запросили коментувати матчі з DotA на московський турнір серії ASUS Open. За свою роботу він отримував невелику грошову нагороду, але також щиро намагався підтримувати гру, на той момент — не дуже поширену. Паралельно з коментуванням Віталій працював в офісі, створював сайти та працював у службі підтримки інтернет-магазинів.
У 2010 році Віталій Волочай вперше спробував себе в ролі менеджера команди, очоливши місцевий колектив DTS.Chatrix, де грав, зокрема, Данило Ішутін («Dendi»). Команда непогано виступала, в тому числі на міжнародному рівні. Проте невдовзі два основних гравці його команди перейшли до головного конкурента, організації Natus Vincere і DTS.Chatrix розпалися. В той самий час він допомагав у відкритті «Київ Кіберспорт Арени», головного кіберспортивного закладу країни, а у 2011 році став повноцінним співробітником організації, що отримала назву StarLadder.
У 2011 році вийшла перероблена версія гри Dota 2, а компанія-розробник Valve анонсувала турнір з найбільшим на той час призовим фондом у 1,6 млн доларів — The International. Волочай отримав запрошення від Valve, полетів у Сіетл та став фактично головним російськомовним коментатором нової дисципліни. Протягом наступних років популярність Dota 2 лише зростала, у 2014 році призовий фонд турніру вже перевищував 10 млн доларів. Волочай, нарешті, зміг повноцінно забезпечувати сім'ю, заробляючи у StarLadder, на The International та отримуючи відрахування від внутрішньоігрових продажів в Dota 2.
Волочай працював в студії StarLadder понад п'ять років, але згодом його відносини з керівництвом погіршилися. Разом з друзями він вирішив створити власну компанію RuHub. Невдовзі компанія стала лідером ринку, коментуючи провідні чемпіонати по Dota 2 та CS:GO. Проте згодом кількість чемпіонатів зменшилася, Valve перестали запрошувати представників RuHub. Також інвестори наполягали на тому, щоб головний офіс був в Москві та запропонували йому переїзд, але Волочай відмовився. В червні 2018 року Волочай представив власну студію Maincast, яка стала головним конкурентом RuHub.
З 2020 року Віталій Волочай коментує спортивні матчі. Він починав з трансляцій NBA на Megogo, але згодом також став коментувати футбольні змагання, як то Прем'єр-ліга або Ліга чемпіонів.

## Сімʼя
Дружина — Інна Волочай («Ineska»), з 2013 року. У 2017 році у подружжя народилась дочка Крістіна, названа на честь гірськолижниці Тіни Мазе.